# Irene Gilbert (styliste)
Pour les articles homonymes, voir Irene Gilbert.
Irene Gilbert (prononcé "Irini") était une styliste irlandaise basée à Dublin, née le 19 juillet 1908, à Main Street, Thurles, dans le Comté de Tipperary et morte le 7 août 1985. Margaret Elizabeth Irene Gilbert est la fille de Jennie (née Knox) et William Charles, un voyageur commercial dans le commerce de l'imprimerie et de la papeterie. Première couturière irlandaise, elle a été membre des « Big Three » créateurs de mode irlandais, aux côtés de Sybil Connolly et Raymond Kenna / Kay Peterson. Elle concevait pour la royauté et la haute société qui lui valut la célébrité ainsi que son amitié avec Grace Kelly. C'est la première femme à diriger une entreprise de mode à grand succès en Irlande, au sein d'un magasin proche du parc St Stephen's Green à Dublin.

## Biographie

### Enfance
Irene Gilbert née à Thurles, dans le comté de Tipperary en 1908. Elle vit sur le Mall à Waterford d'après le recensement de 1911. Son père a alors quarante ans et sa mère vingt-deux, ils sont mariés depuis trois ans et c'est leur fille unique. Charles Edward Gilbert et Jane Knox se marient à l'église St. Pancras de Londres en décembre 1907.

### Travaux
Irene Gilbert commence sa carrière dans l'industrie de la mode lorsqu'elle ouvre une boutique de vêtements sur la rue Wicklow à Dublin. Elle déménage ensuite à Londres pour s'entraîner sous la tutelle d'une couturière de la cour anglaise. À la fin des années 1940, elle revient à Dublin sur North Frederick Street et ouvre un magasin de chapeaux.
Lorsqu'elle déménage en 1947 près de St Stephen's Green, Irene Gilbert ouvre une nouvelle boutique. Elle commence à vendre des vêtements sous sa propre marque à partir de 1950, après un premier défilé de mode au Restaurant Jammet (un restaurant français de Dublin). Elle est connue pour travailler la soie, le tweed, le lin ou encore la dentelle de Carrickmacross. À partir de 1960, le futur designer Pat Crowley travaille pour elle en tant que designer ainsi que responsable des ventes et du marketing,,. La qualité du travail d'Irene Gilbert contribue à notoriété de Dublin dans la mode à l'international. La ville est nommée comme "place incontournable" par les journaux de mode.
Elle conçoit pour la compagnie aérienne Aer Lingus l'une des dix variantes de l'uniforme.
Gilbert ferme son entreprise en 1969 et a émigré à Malte. Elle déménage ensuite à Cheltenham en Angleterre où elle est décédée en 1985.

## Héritage
Les créations d'Irene Gilbert sont appréciées par Anne, comtesse de Rosse, si bien que sa collection est maintenant conservée au château de Birr. En janvier 2018, le Little Museum of Dublin dédie une exposition à la vie et l'œuvre d'Irene Gilbert.